# Hydaticus nigrotaeniatus
Hydaticus nigrotaeniatus är en skalbaggsart som beskrevs av Régimbart 1895. Hydaticus nigrotaeniatus ingår i släktet Hydaticus och familjen dykare. Inga underarter finns listade i Catalogue of Life.